# Чук (приток Сысолы)
Чук — река в России, протекает в Республики Коми, правый приток Сысолы.
Чук образуется при слиянии рек Северный Чук и Восточный Чук возле границы Сысольского и Койгородского районов. Течёт по лесистой, болотистой местности на юго-запад. Длина реки составляет 9 км. Впадает в Сысолу в 215 км от её устья.

## Данные водного реестра
По данным государственного водного реестра России относится к Двинско-Печорскому бассейновому округу, водохозяйственный участок реки — Вычегда от истока до города Сыктывкар, речной подбассейн реки — Вычегда. Речной бассейн реки — Северная Двина.
Код объекта в государственном водном реестре — 03020200112103000019294.